# Oliver Babic
Oliver Babic (* 3. Juni 1994) ist ein dänischer Badmintonspieler.

## Karriere
Oliver Babic wurde 2013 Junioreneuropameister im Herrendoppel mit Kasper Antonsen. Bei den Erwachsenen belegte er bei den Finnish International 2014 Rang zwei sowie bei den Portugal International 2014 und den Estonian International 2015 Rang drei.

## Erfolge im Herrendoppel
| Jahr | Turnier                               | Partner         | Gegner                              | Ergebnis            | Resultat |
| ---- | ------------------------------------- | --------------- | ----------------------------------- | ------------------- | -------- |
| 2013 | Badminton-Junioreneuropameisterschaft | Kasper Antonsen | Mathias Christiansen David Daugaard | 21-17, 25-23        | Gold     |
| 2014 | Finnish International                 | Kasper Antonsen | Mathias Bay-Smidt Frederik Søgaard  | 23-25, 21-15, 17-21 | Silber   |
| 2015 | Spanish International                 | Kasper Antonsen | Adam Cwalina Przemysław Wacha       | 17-21, 14-21        | Silber   |
| 2015 | Dutch International                   | Kasper Antonsen | Johannes Pistorius Marvin Seidel    | 21–9, 21–15         | Gold     |